# 275106 Sarahdubeyjames
A 275106 Sarahdubeyjames (ideiglenes jelöléssel 2009 VP42) a Naprendszer kisbolygóövében található aszteroida. N. Falla fedezte fel 2009. november 14-én.
Nevét Sarah Jane Dubey-James (1977), a felfedező második lánya után kapta.